# Kazankivka, Șîroke
Kazankivka (în ucraineană Казанківка) este un sat în comuna Cervone din raionul Șîroke, regiunea Dnipropetrovsk, Ucraina.

## Demografie
Componența lingvistică a localității Kazankivka
     Ucraineană (100%)
Conform recensământului din 2001, toată populația localității Kazankivka era vorbitoare de ucraineană (100%).